# Castello di Monselice

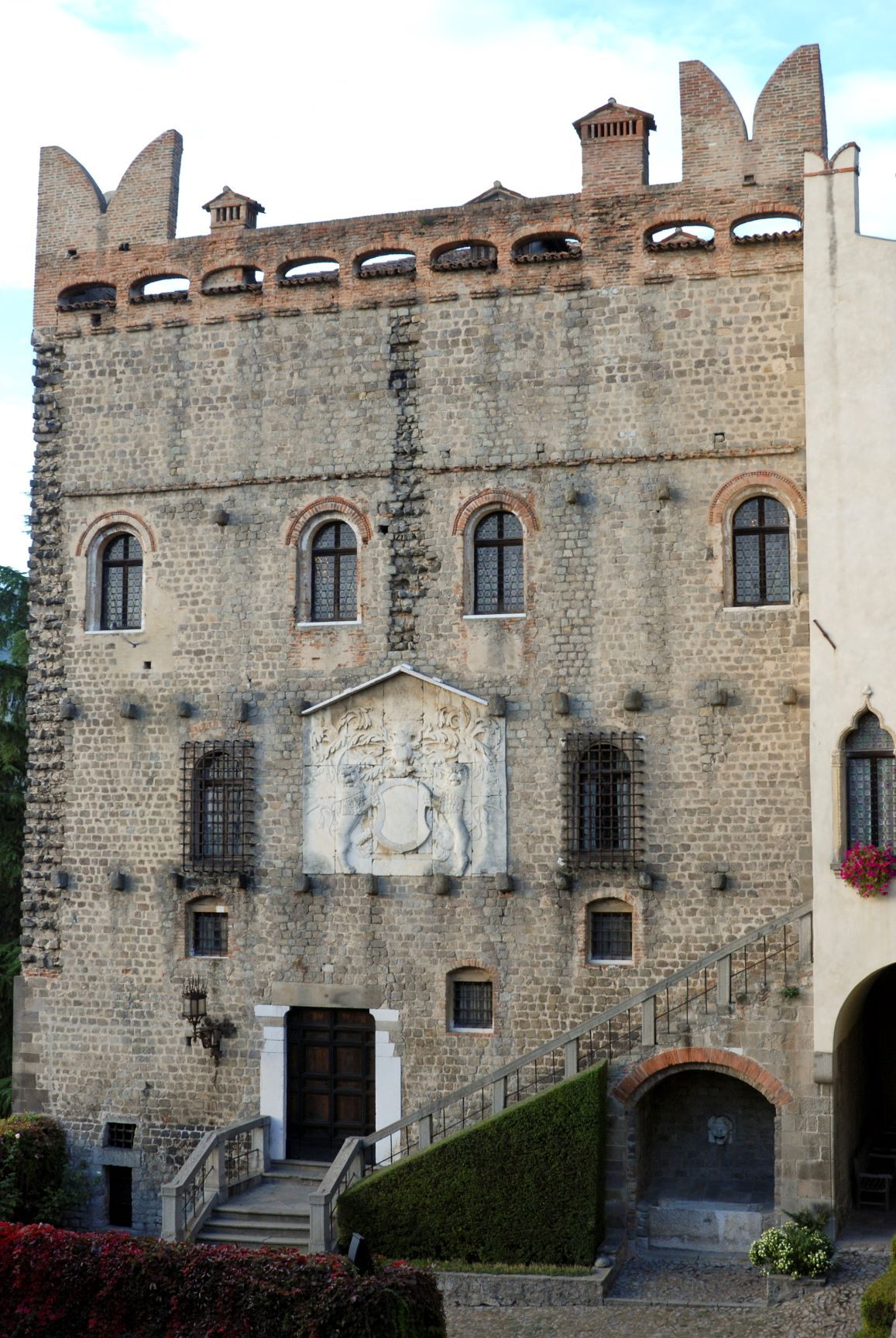
La torre di Ezzelino

Il castello di Monselice è un complesso di edifici composto di quattro nuclei principali, più una rocca, tutti edificati e ristrutturati tra l'undicesimo e il sedicesimo secolo. La parte più antica, sulla destra entrando dal portone nella Corte Grande, è il Castelletto, con l'annessa Casa Romanica, edificati tra l'XI e il XII secolo. Sulla sinistra sorge la massiccia sagoma della torre di Ezzelino, del XIII secolo. Al centro, come nucleo di collegamento fra i due edifici esistenti, viene realizzato nel XV secolo il Palazzo Marcello. Sulla cima della collina sorge una rocca edificata da Ezzelino III da Romano su ordine dell'imperatore Federico II di Svevia.

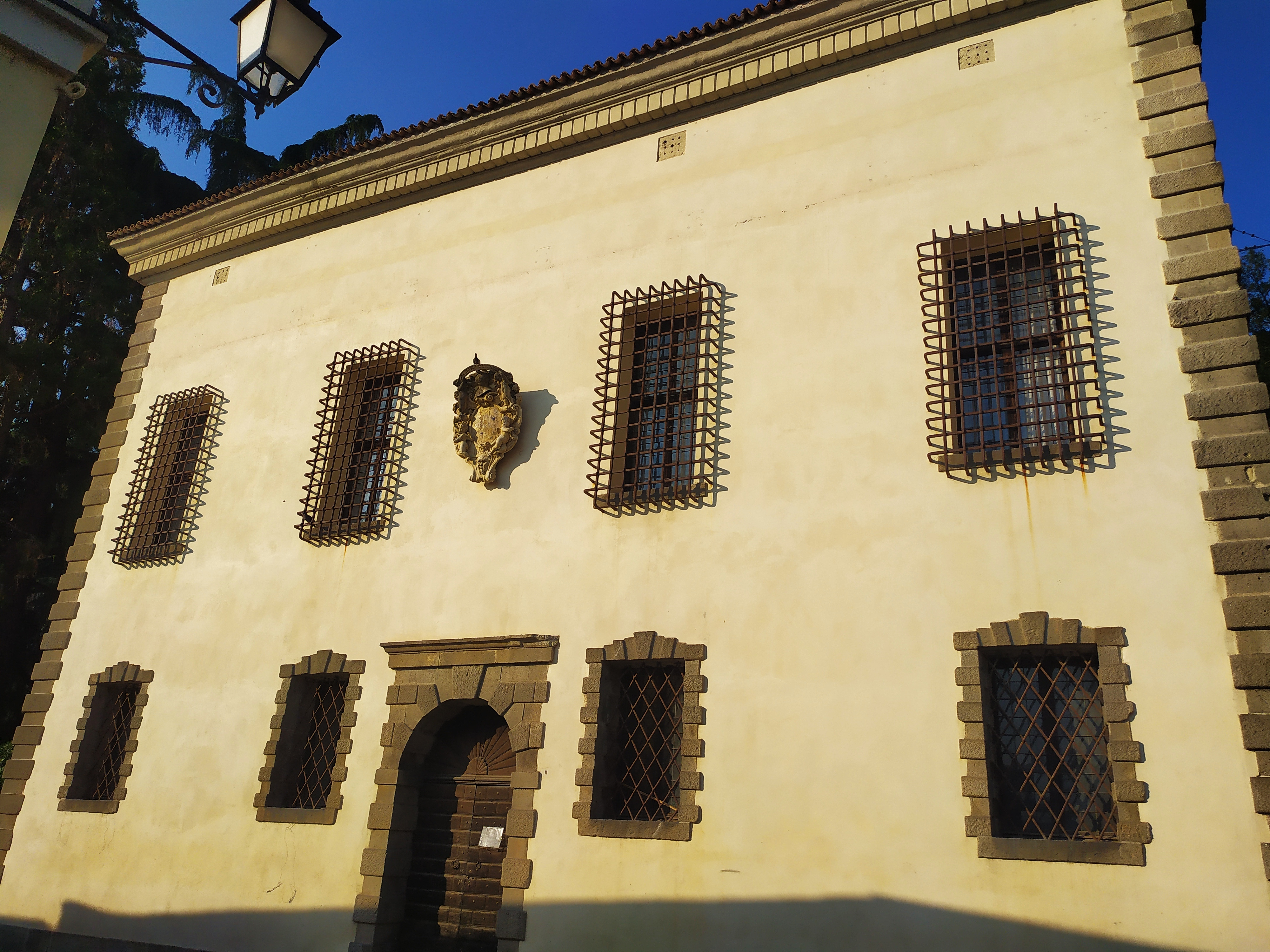
Biblioteca del castello di Monselice

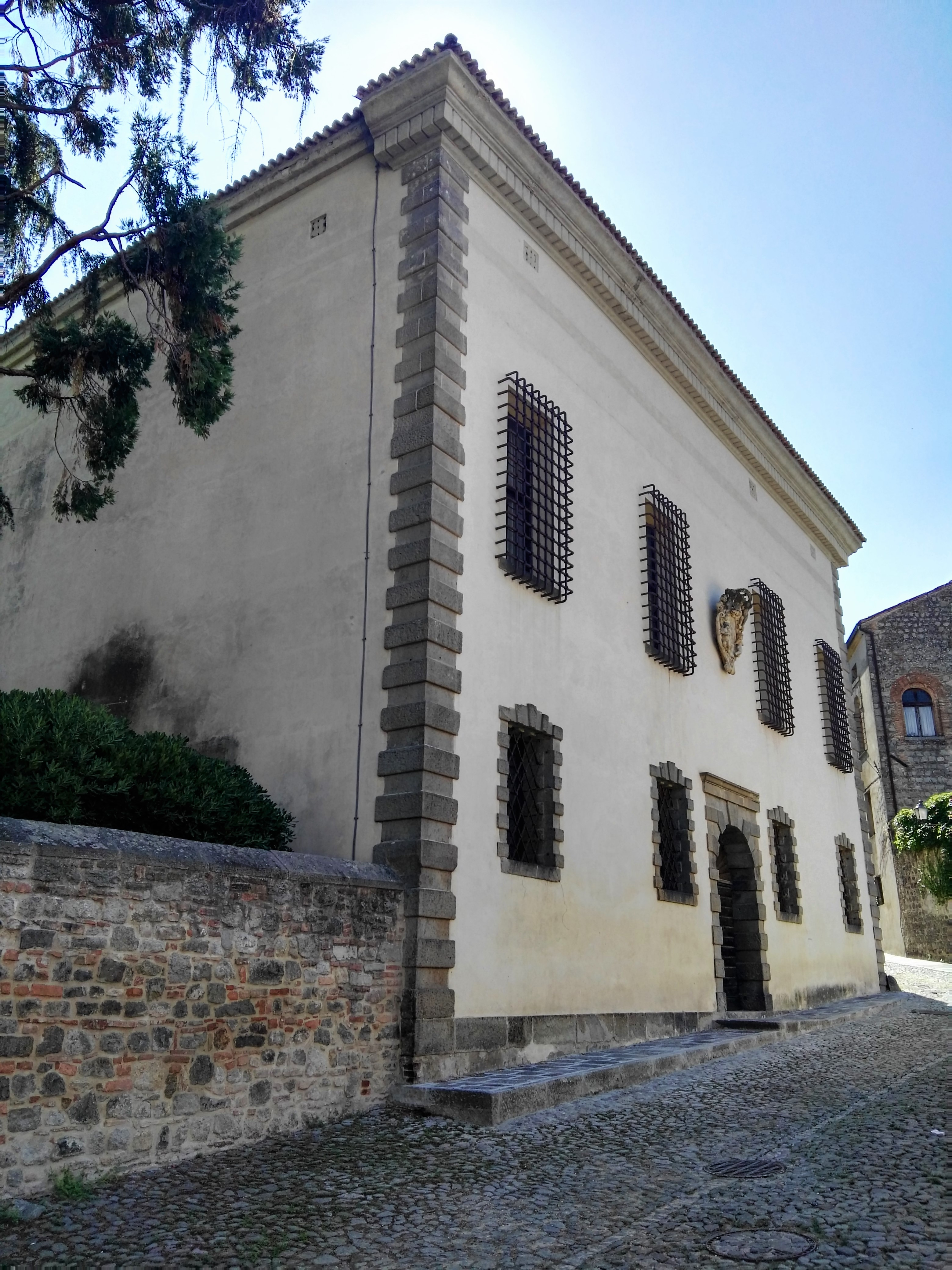

Infine la biblioteca del castello, che sorge sull'ampia spianata antistante la torre di Ezzelino, ricavata in un edificio preesistente alla fine del XVI secolo. La torre è costruita da Ezzelino III da Romano nel XIII secolo, nell'ambito di un potenziamento militare-difensivo della seconda cerchia di mura della città. All'inizio del XIV secolo, quando la città viene conquistata dai Carraresi, i grandi stanzoni del palazzo di Ezzelino vengono suddivisi in sale di minori dimensioni, parzialmente adibite ad abitazione civile.

## Storia

### Età moderna
Nel corso del XIV secolo i Carraresi riutilizzano anche la parte più antica del complesso, realizzando nella Casa Romanica una grande sala del consiglio e costruiscono all'interno del castello tre caratteristici e monumentali camini veneti, che possiamo ammirare a tutt'oggi.
Dopo la conquista di Monselice da parte della Repubblica di Venezia, nel XV secolo, il castello passa in proprietà alla nobile famiglia dei Marcello che ne completa la trasformazione in residenza civile, edificando il palazzetto di collegamento fra la torre di Ezzelino e la parte romanica. In questo edificio di bello stile gotico, allargato al piano intermedio della torre, i Marcello ricavano la loro residenza privata. La configurazione definitiva del castello, così come la vediamo oggi, è già quasi completa alla fine del Quattrocento: mancano solo la biblioteca, del tardo Cinquecento, la sistemazione del cortile veneziano interno e la cappella privata della famiglia edificata nel Settecento.

### Storia contemporanea
Nei primi anni dell'Ottocento la proprietà del castello passa dai Marcello ad altre famiglie dell'aristocrazia locale e incomincia un lento e inarrestabile degrado di tutto il complesso, con la spogliazione di mobili ed oggetti dell'arredo interno. Alla fine del secolo la proprietà passa ai conti Giraldi, da cui perviene per asse ereditario alla famiglia Vittorio Cini. Nel corso della prima guerra mondiale il castello viene requisito per scopi militari dal Regio Esercito, che lo lascerà, completamente devastato, nel 1919.

### Il restauro

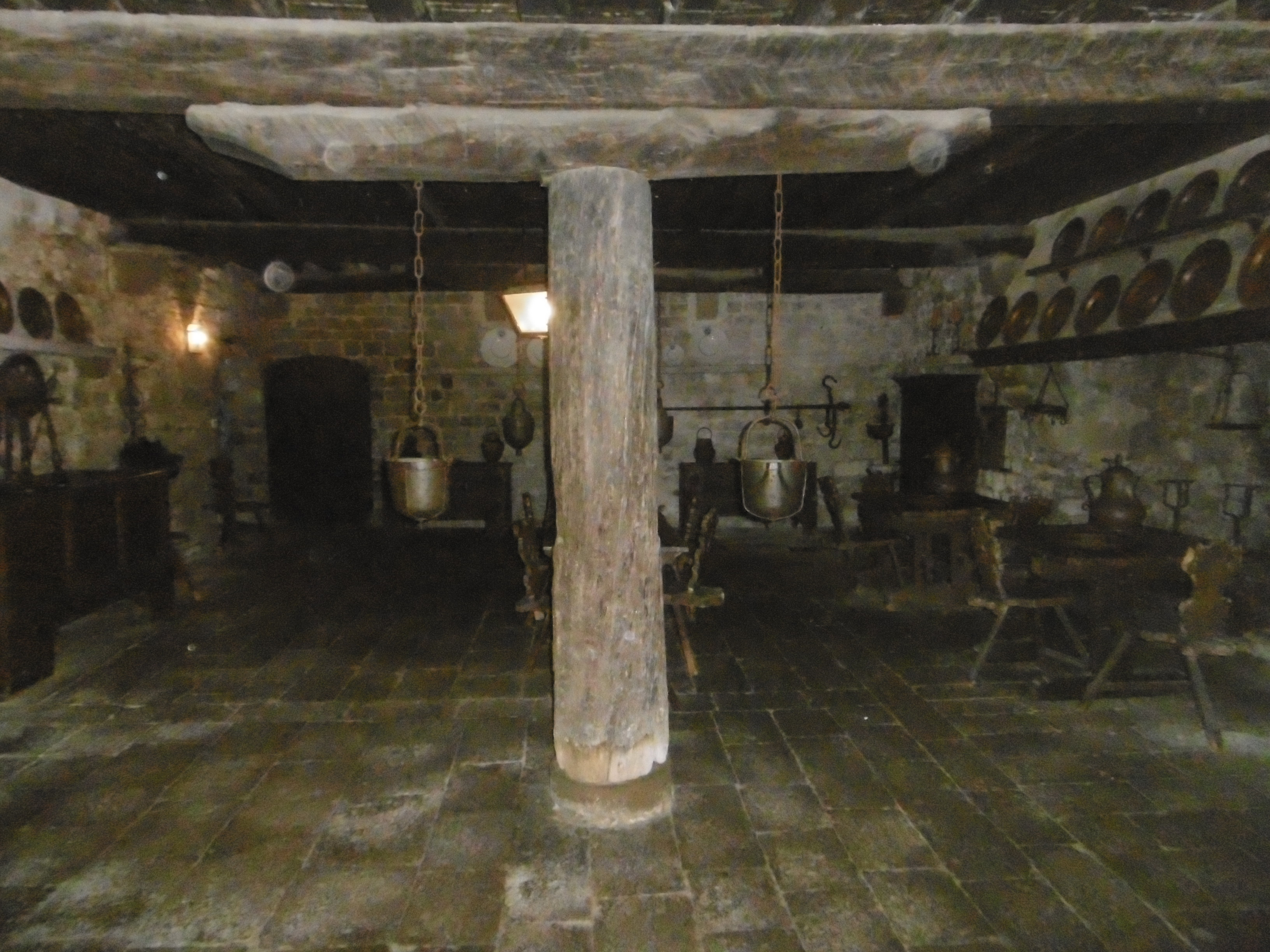
La cucina

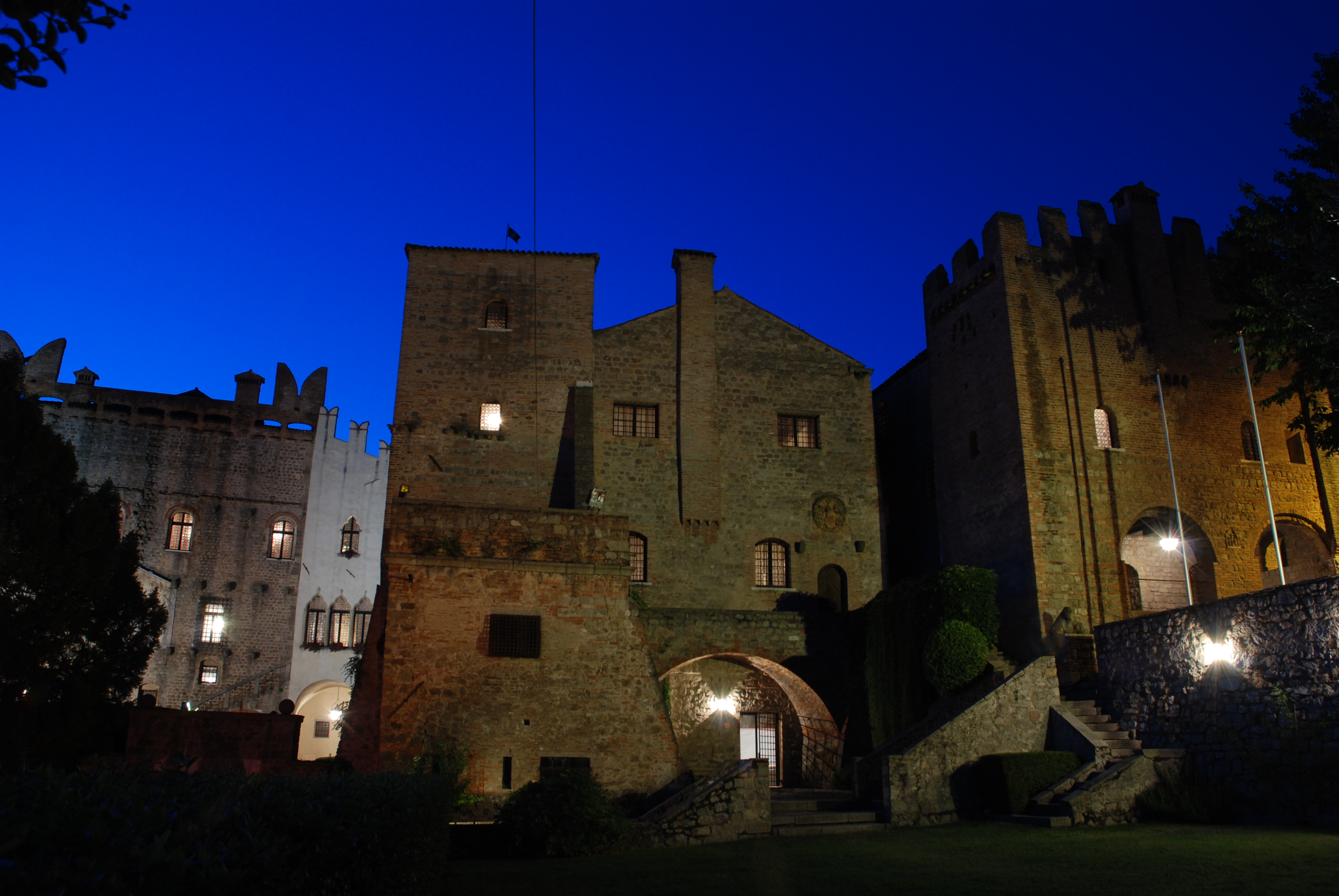
Il castello in notturna

È il conte Vittorio Cini che comincia a pensare, negli anni trenta, a un radicale restauro e ripristino di tutto il complesso, da adibire a sua residenza di rappresentanza. L'idea si concretizza nel 1935, quando un'équipe di tecnici e restauratori comincia a lavorare sotto l'attenta direzione dell'architetto Nino Barbantini. L'équipe procede prima a un restauro completo di tutti gli edifici e successivamente all'arredo di tutte le sale interne, con mobili, oggetti e arazzi rigorosamente appartenenti alle epoche di costruzione dei singoli edifici, terminando il lavoro nel 1942. L'idea guida di questo ripristino non è stata quella di creare un museo storico ma di portare idealmente il visitatore in un viaggio a ritroso nel tempo. Tutto è infatti al suo posto nelle singole stanze: tavoli, sedie, quadri, letti, soprammobili, attrezzi da cucina, in un'atmosfera suggestiva.

### Anni recenti
Nel 1954, il castello è teatro di una spettacolare rapina da parte di tre malviventi, che ne scavalcano le mura, impadronendosi di numerosi pezzi di pregio.
Dal 1981 il complesso è passato in proprietà alla Regione Veneto ed è aperto al pubblico da marzo a novembre.

## Galleria d'immagini

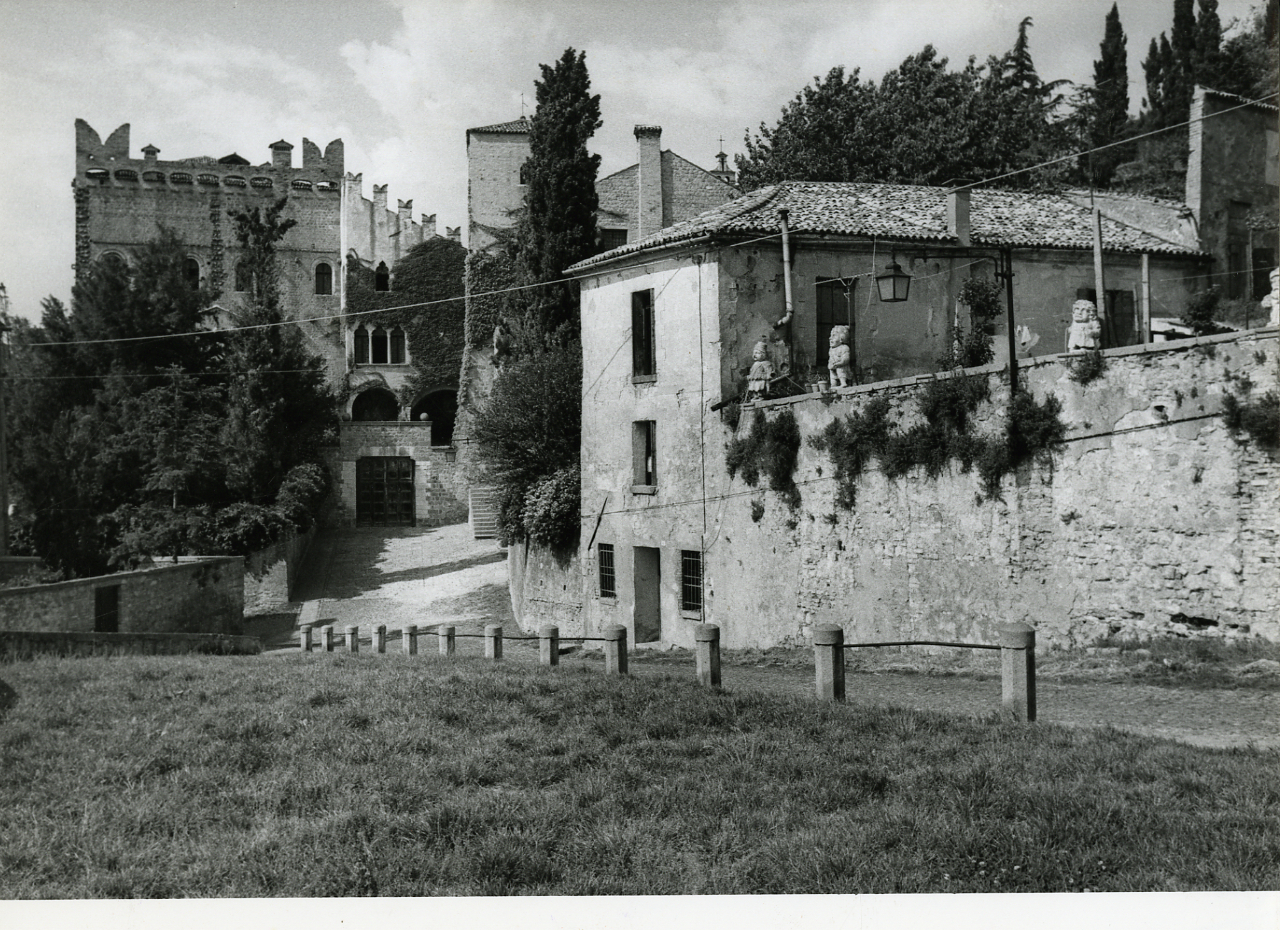
Il castello di Monselice nelle foto di Paolo Monti, 1967
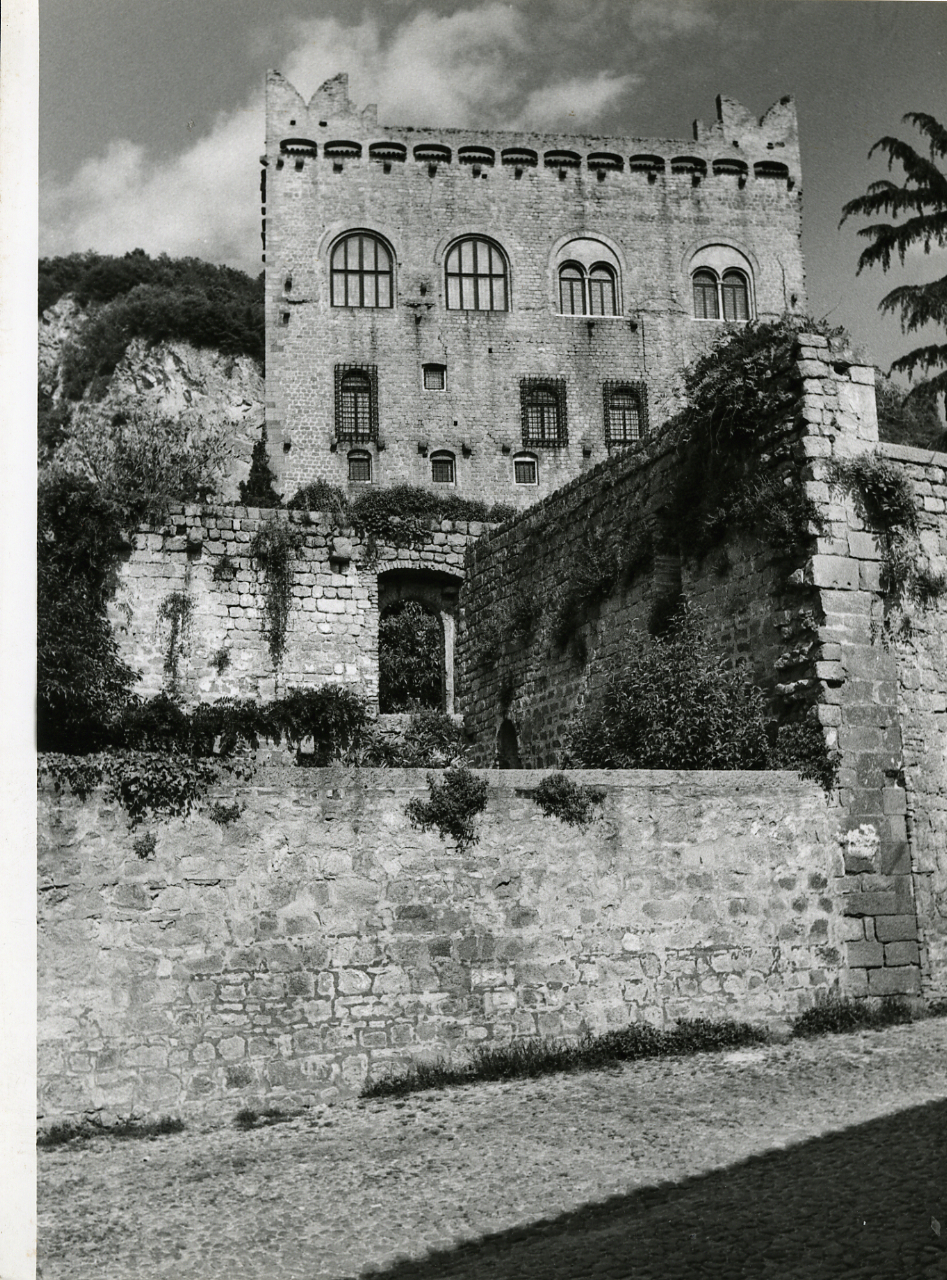
Il castello di Monselice nelle foto di Paolo Monti, 1967
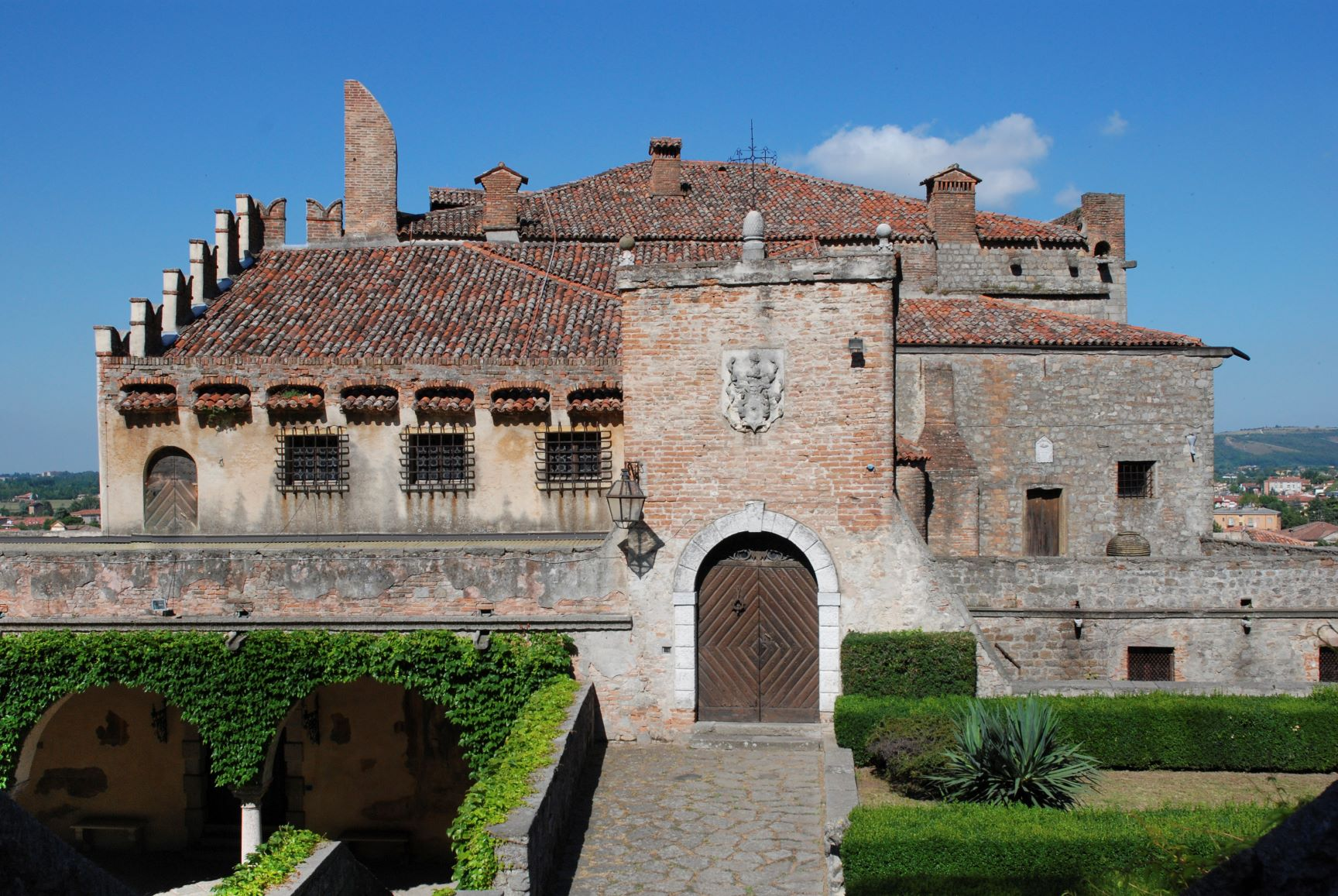
Ingresso al Salone d'Onore
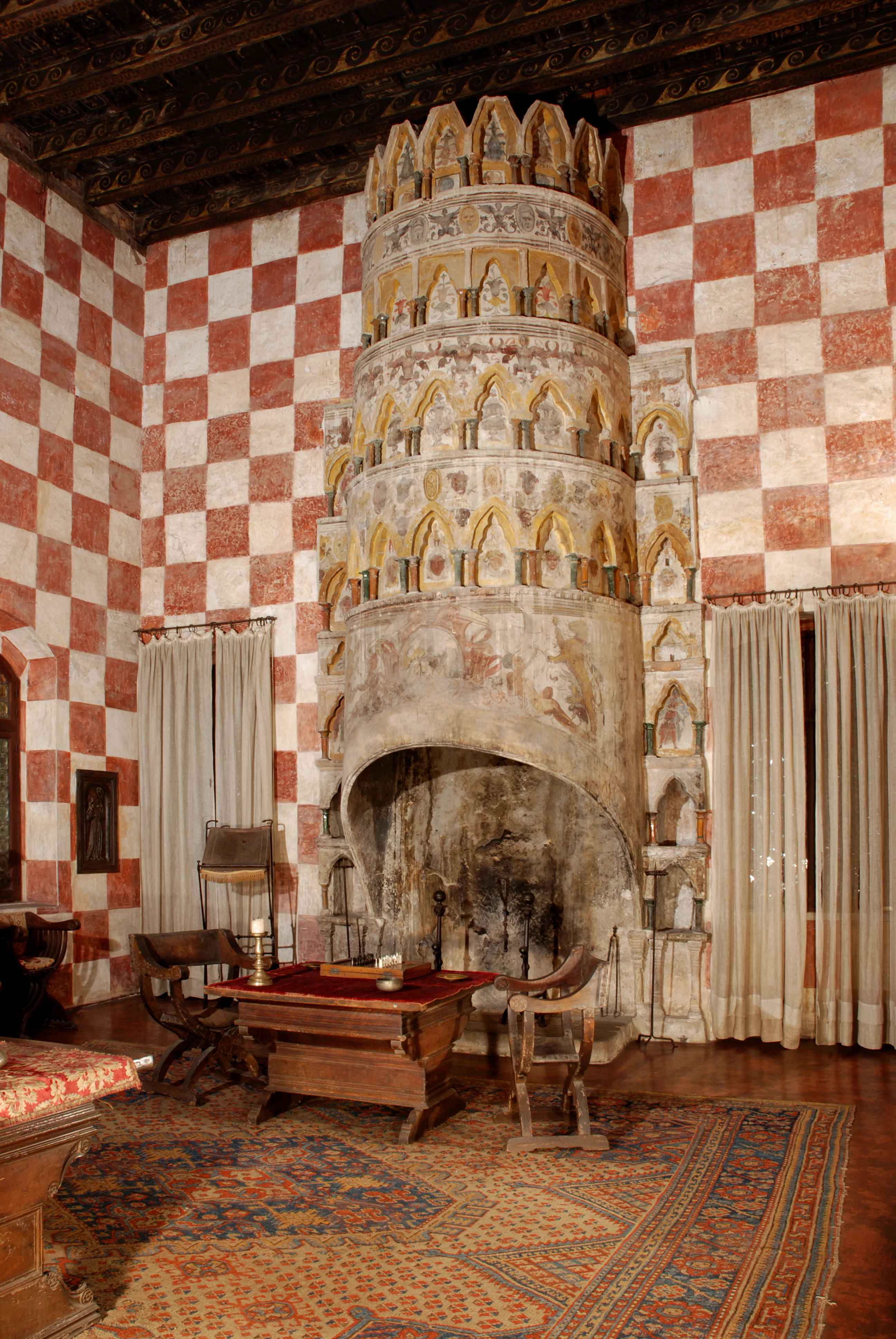
Camino carrarese del XIV secolo nel Salone d'Onore del Castello di Monselice
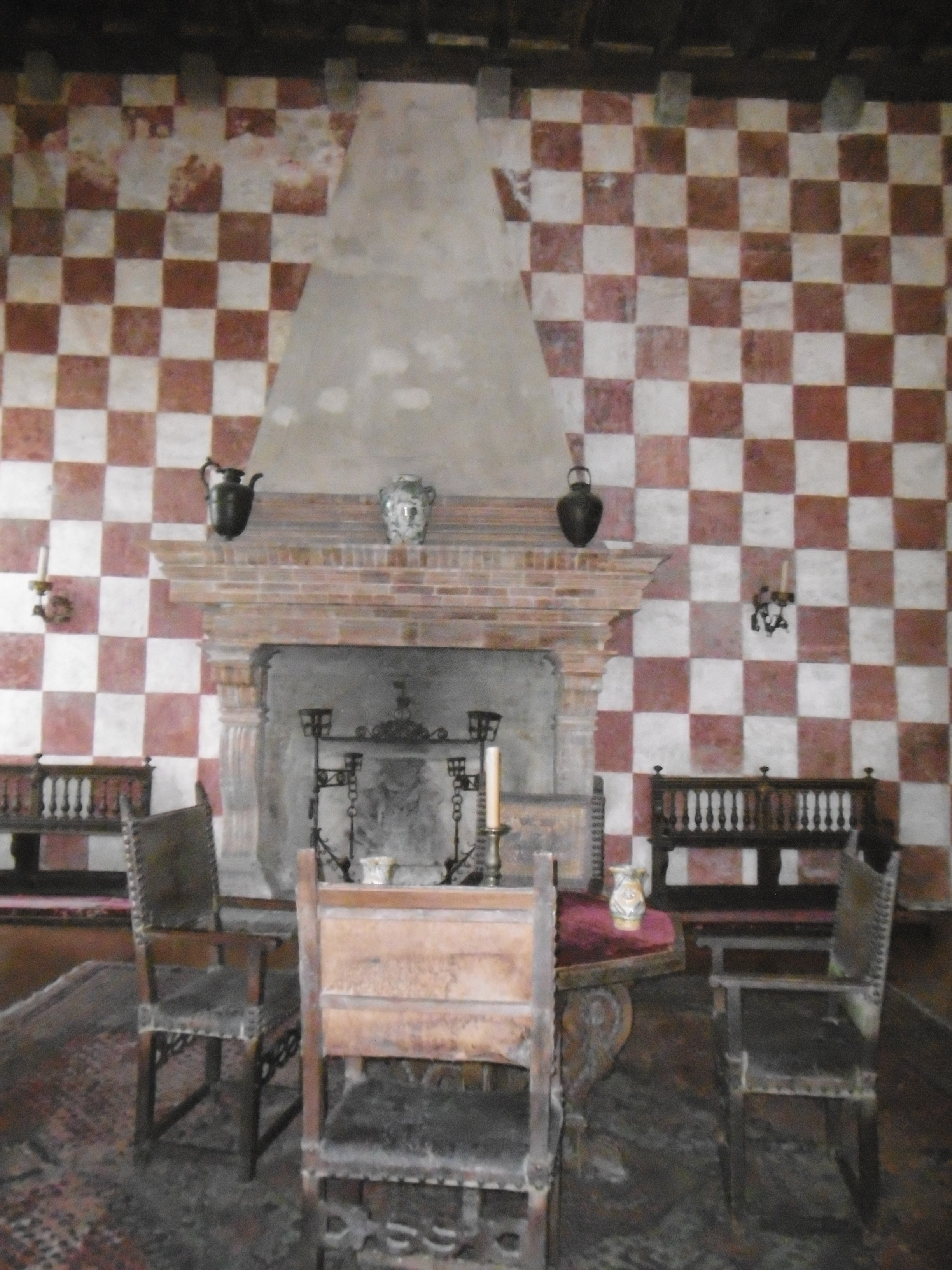
Camino in con cotto nel Salone d'Onore del Castello di Monselice proveniente dalla Delizia di Belriguardo
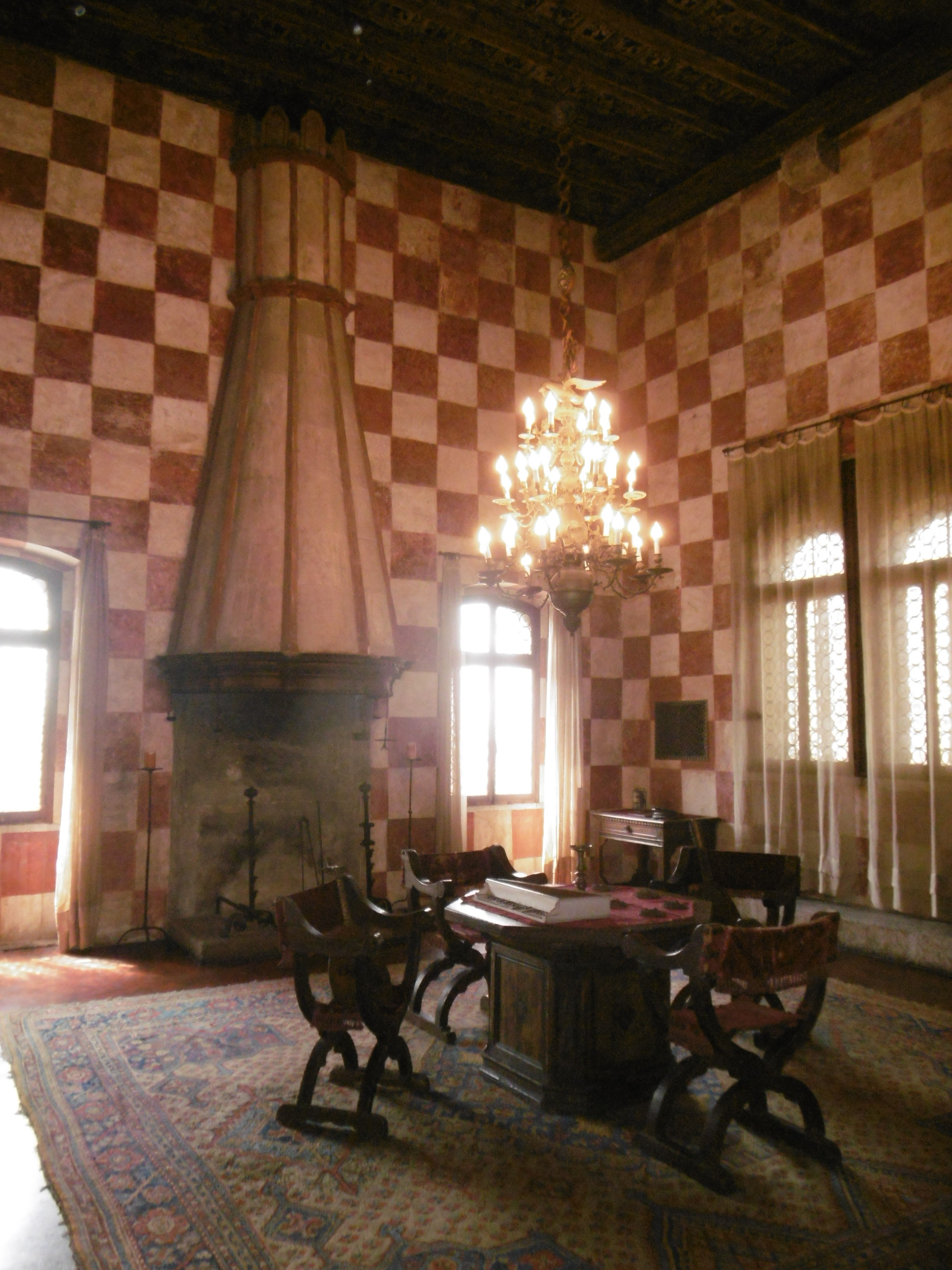
Sala della Bifora
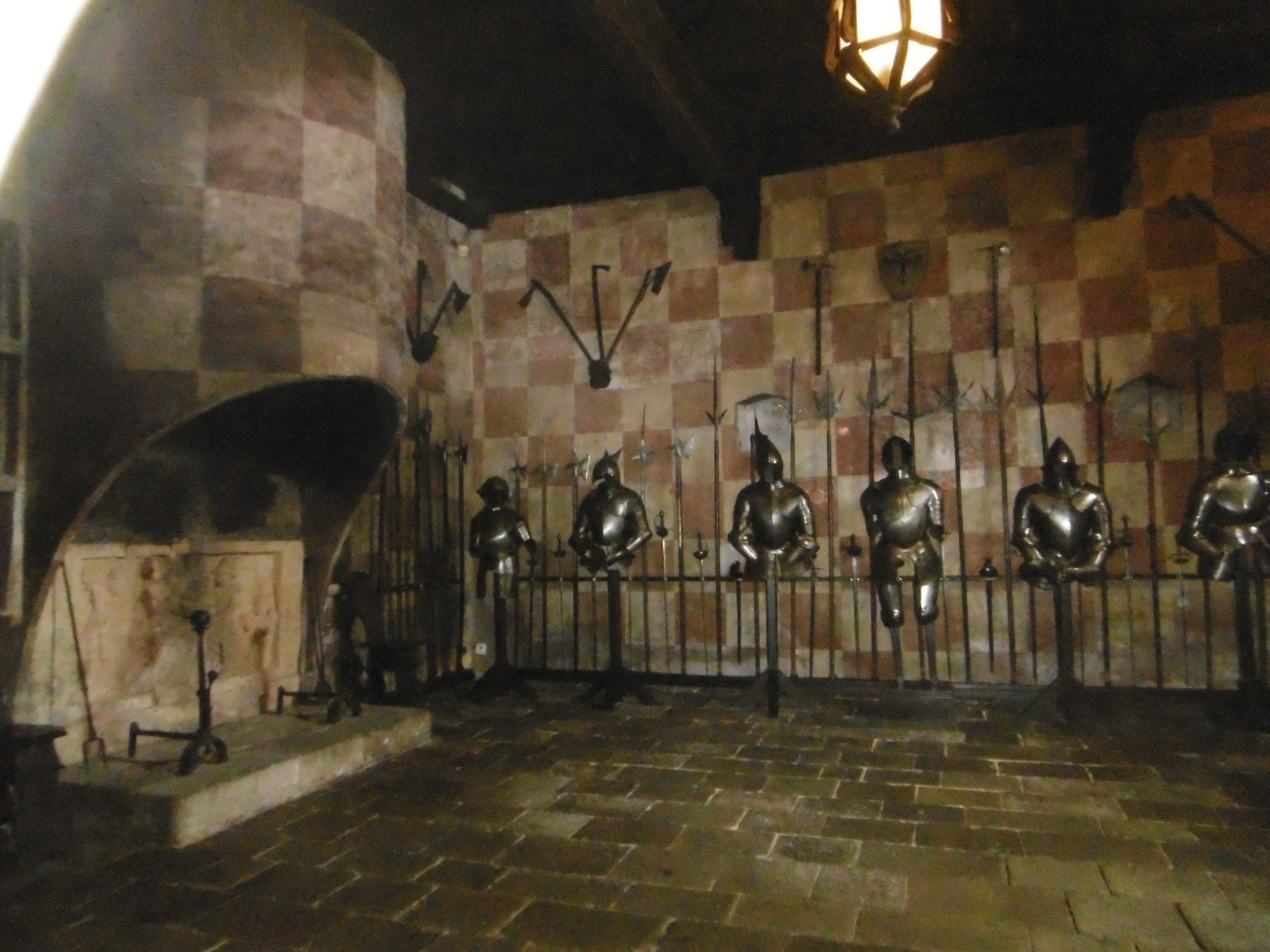
Armeria
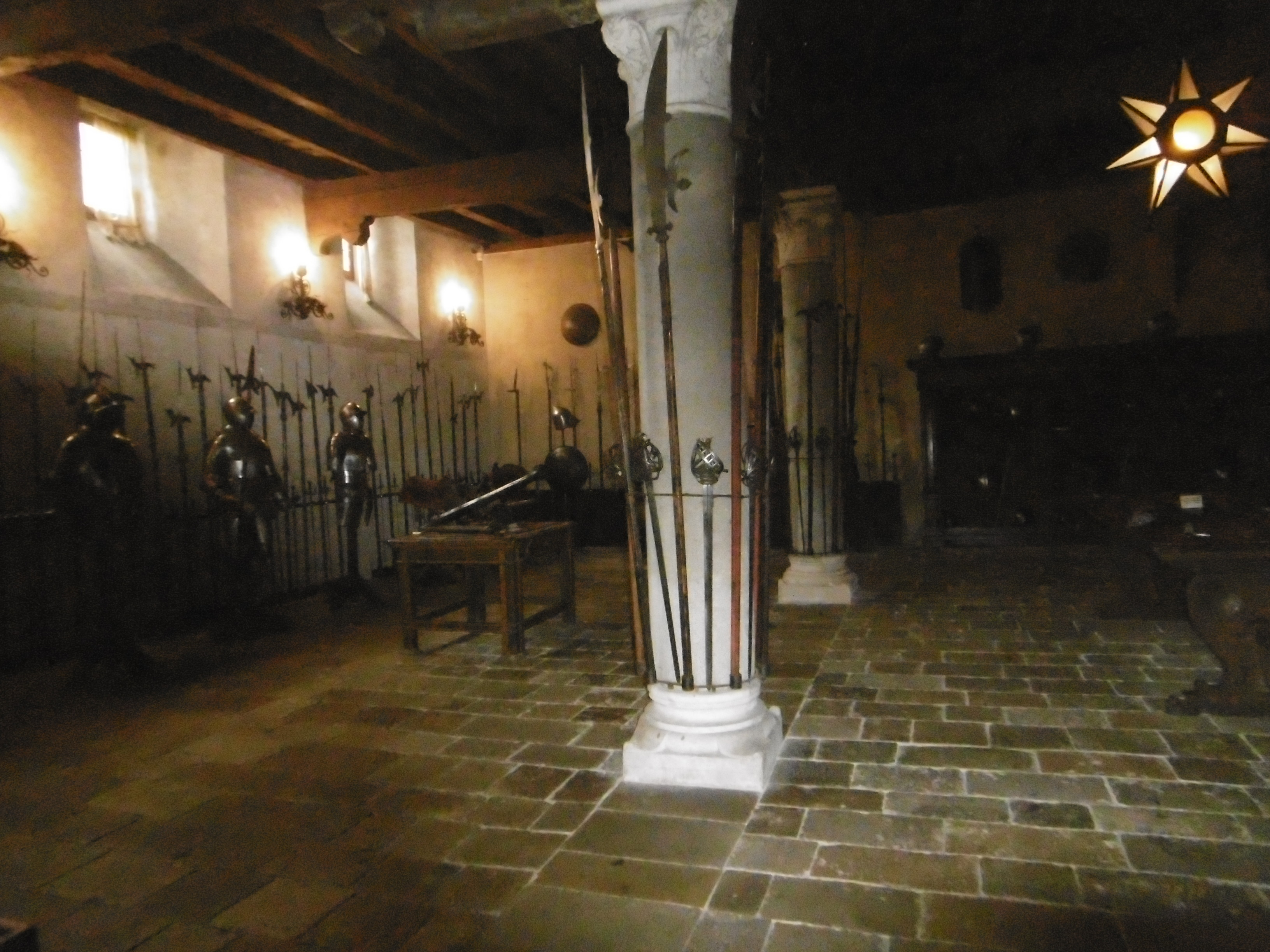
Armeria
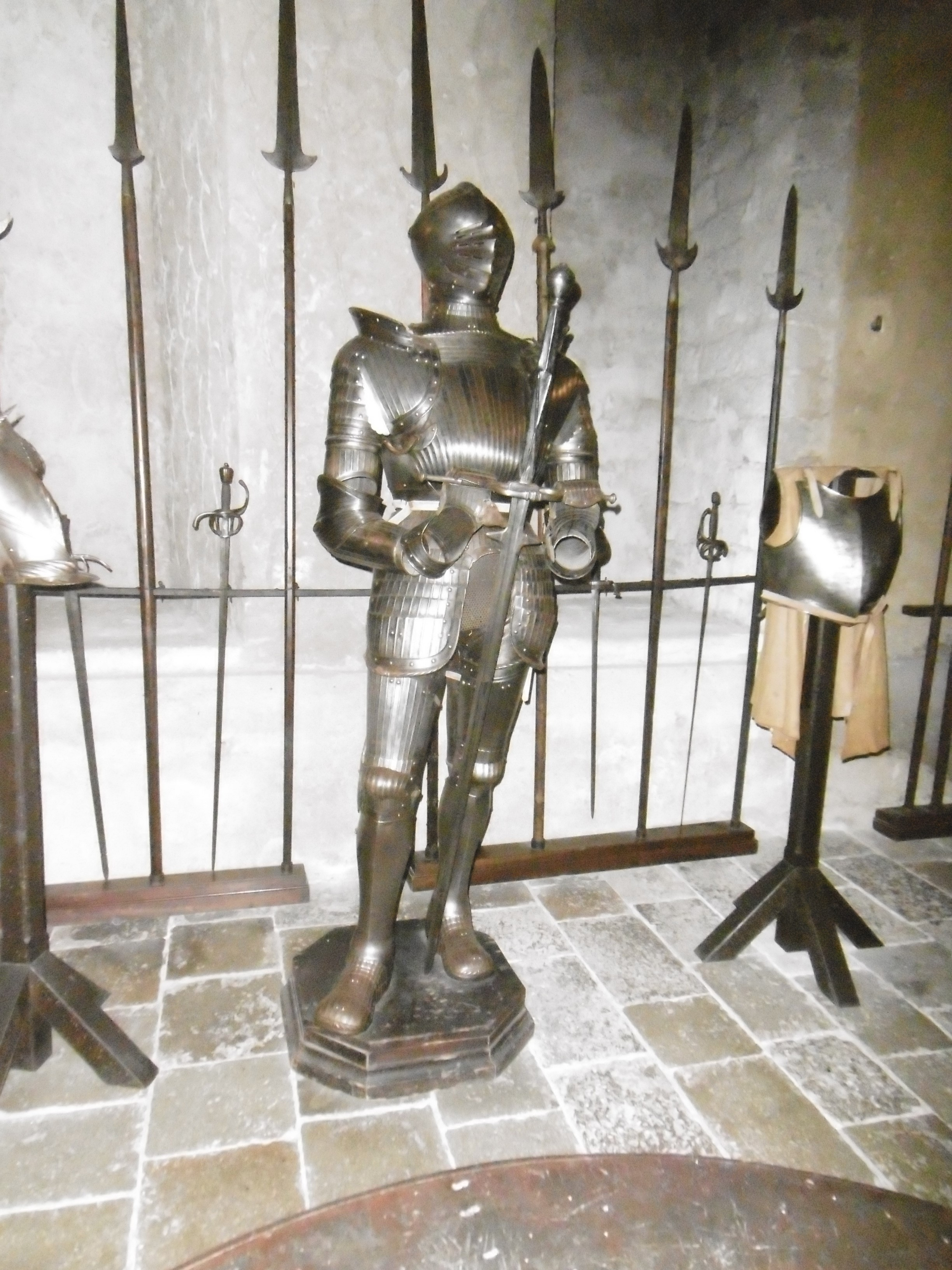
Armatura massimilianea conservata all'interno del castello
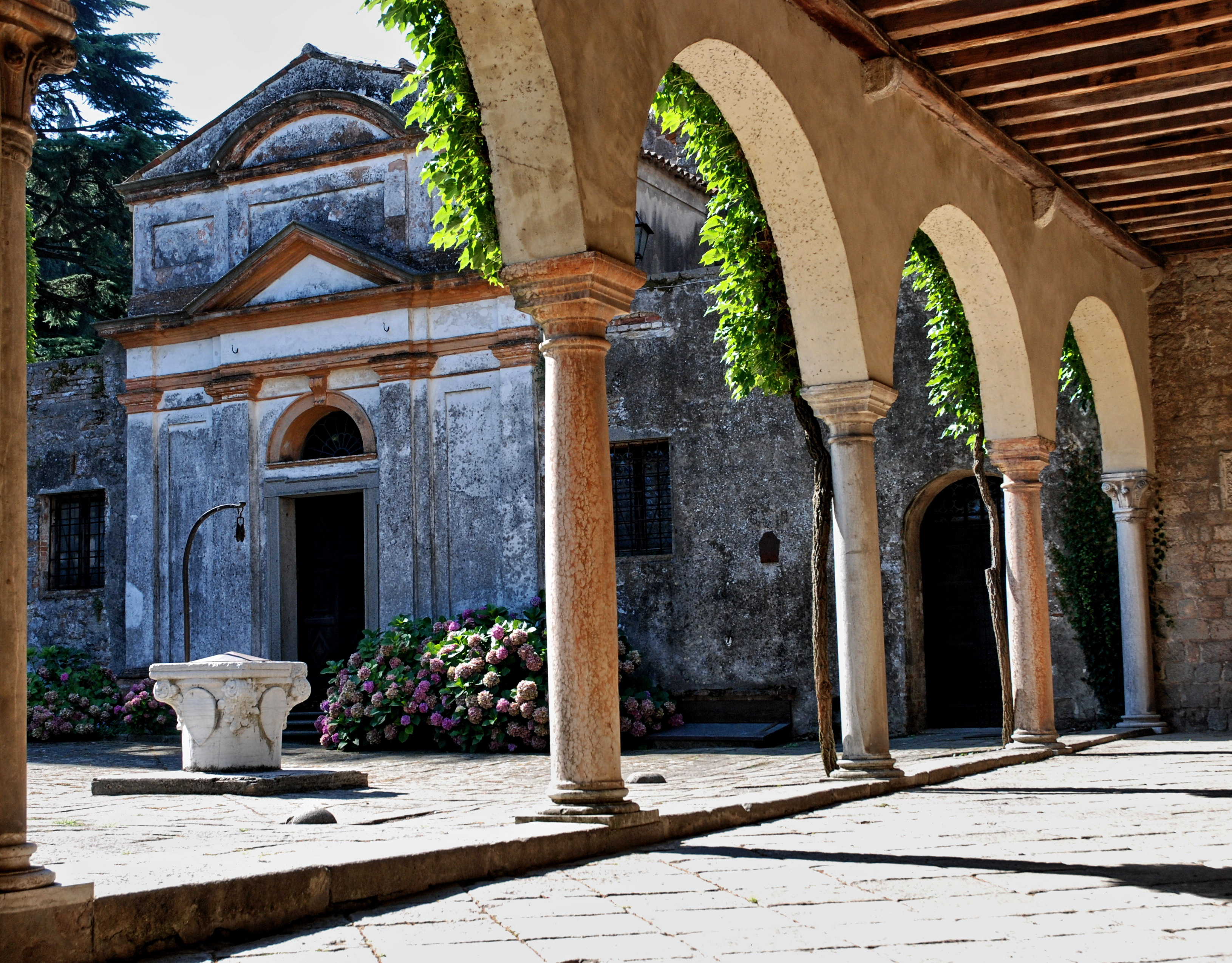
Loggiato del cortile veneziano al Castello di Monselice
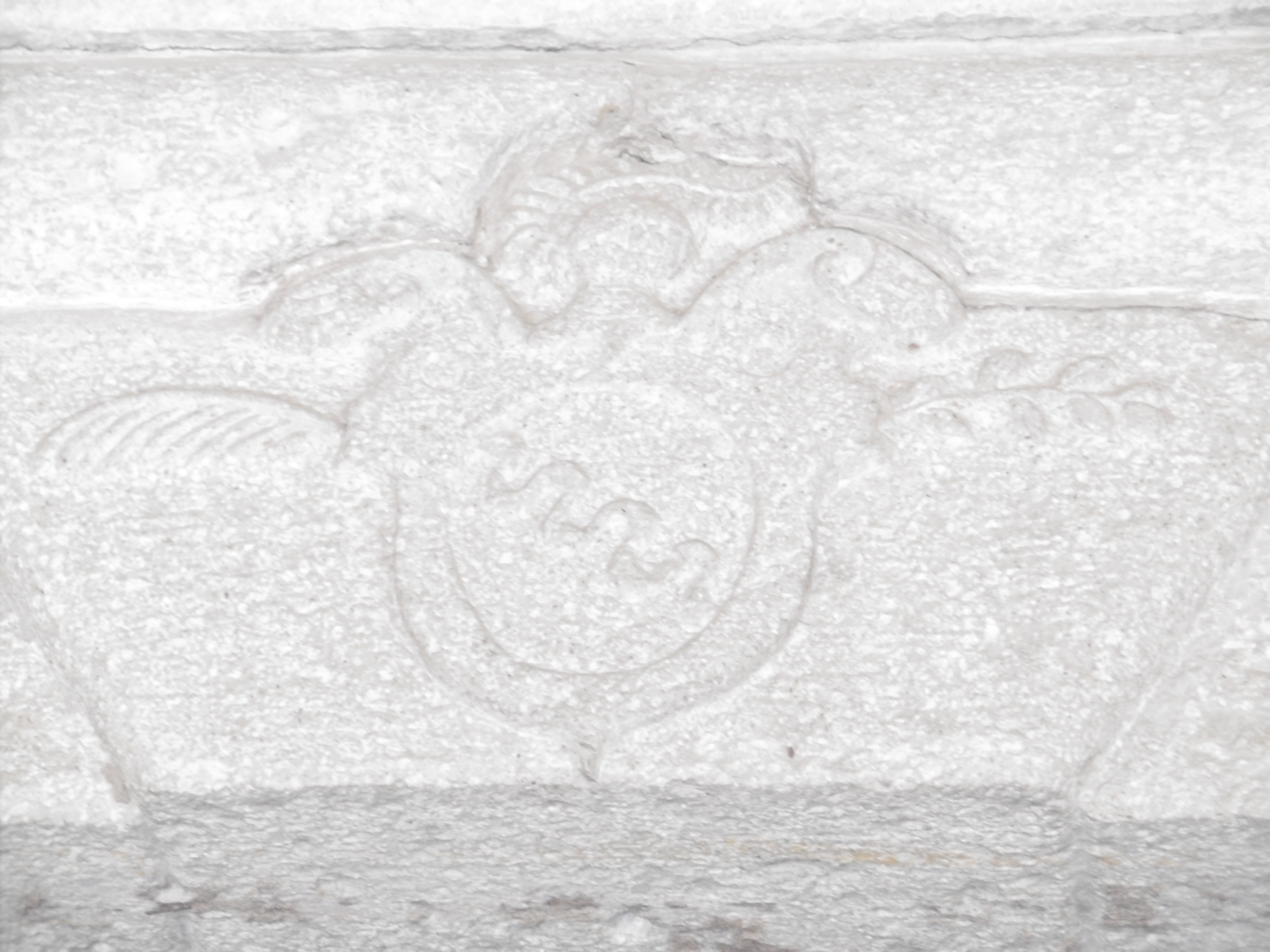
Stemma della famiglia Marcello nel cortile veneziano
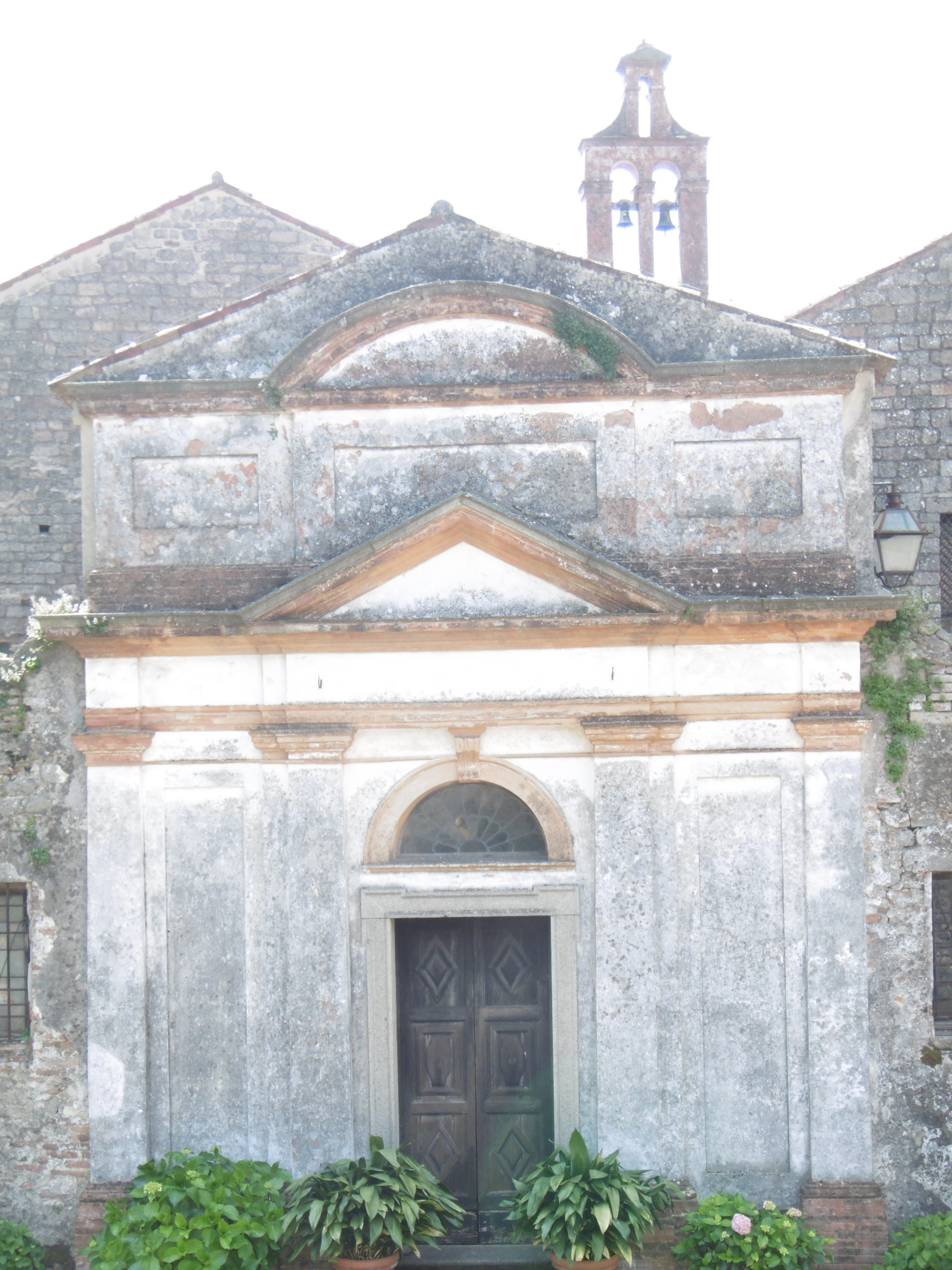
La cappella gentilizia
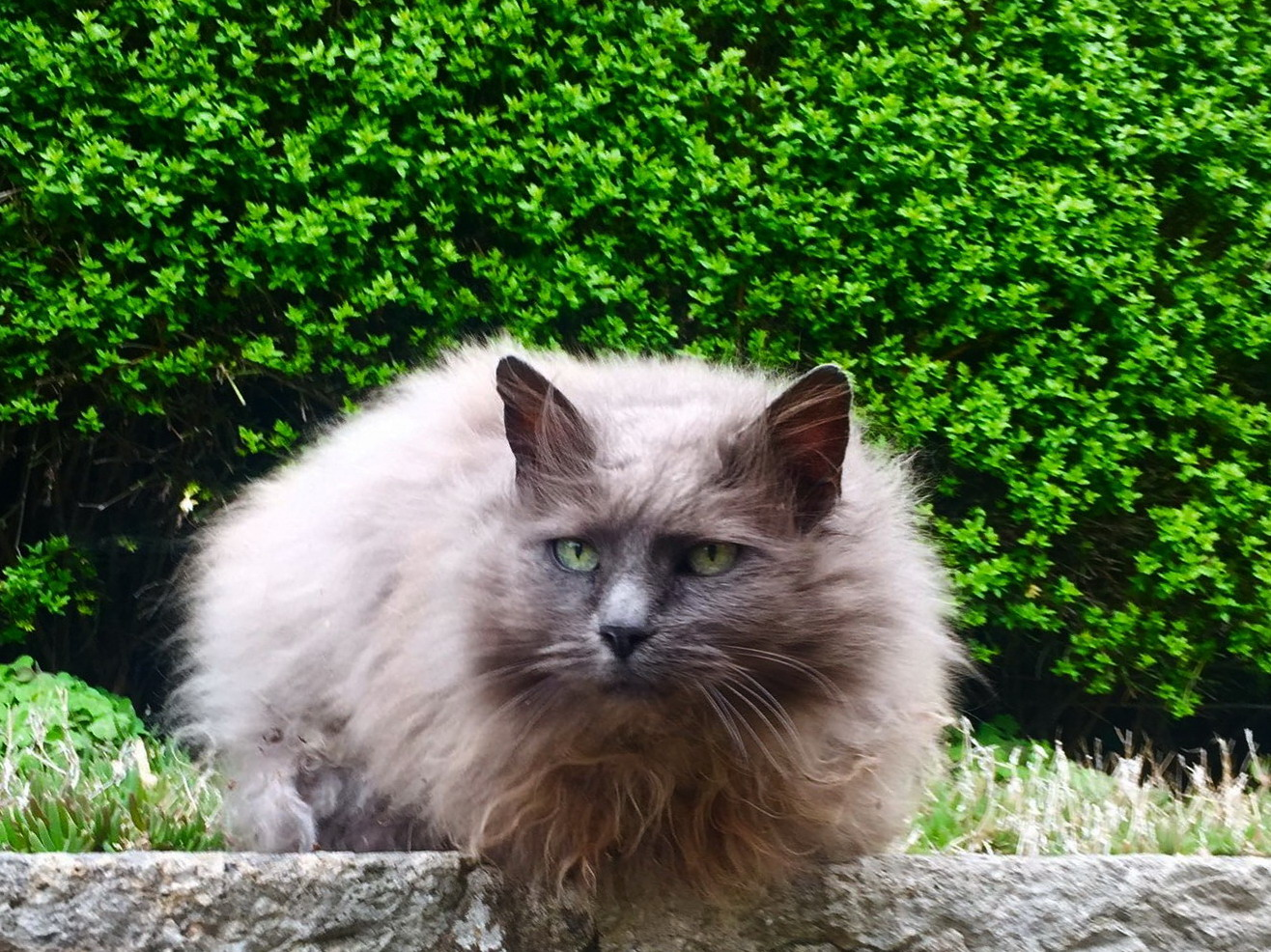
La gatta Avalda nei giardini del Castello di Monselice
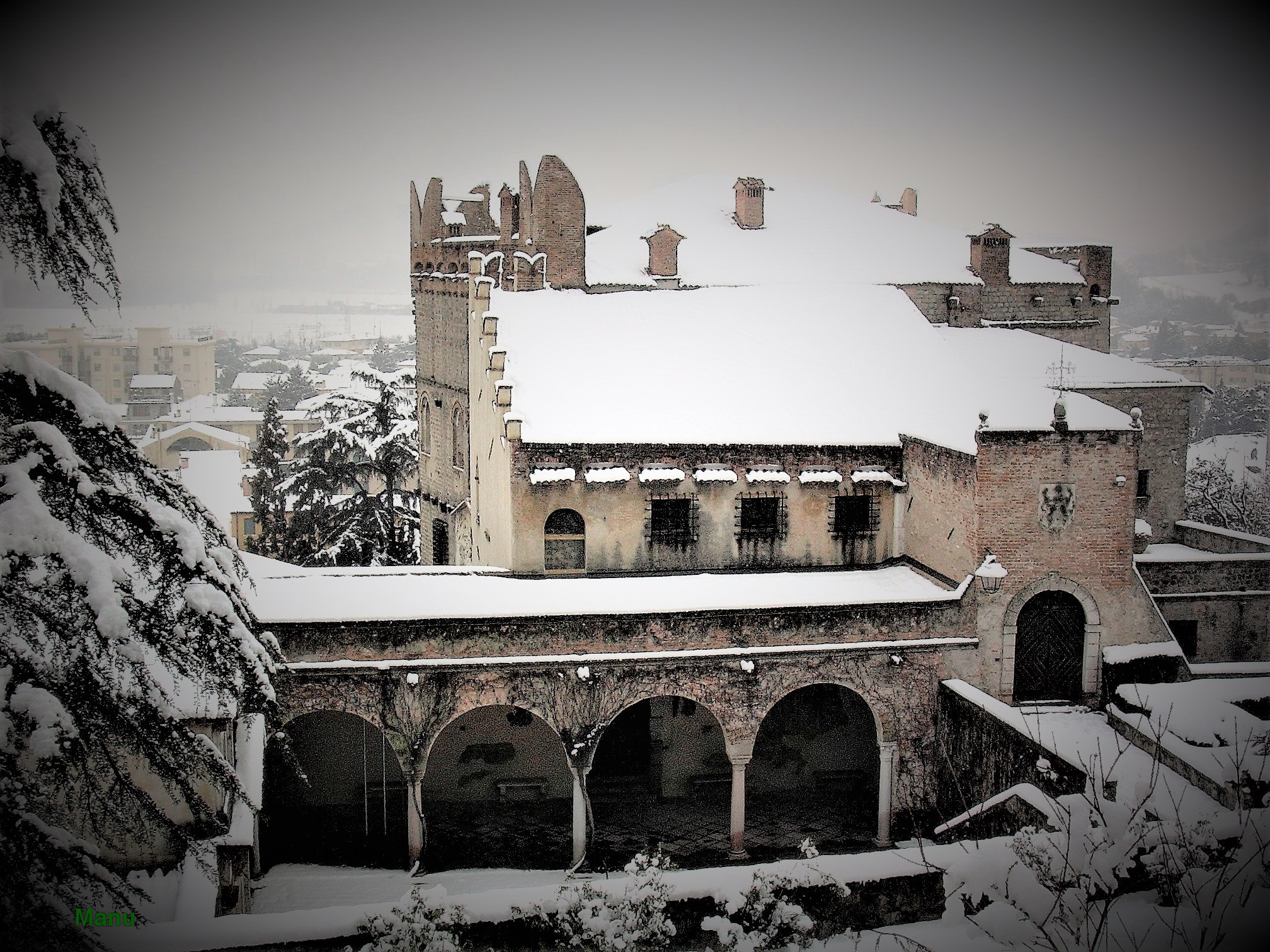
Veduta dei tetti con la neve al Castello di Monselice
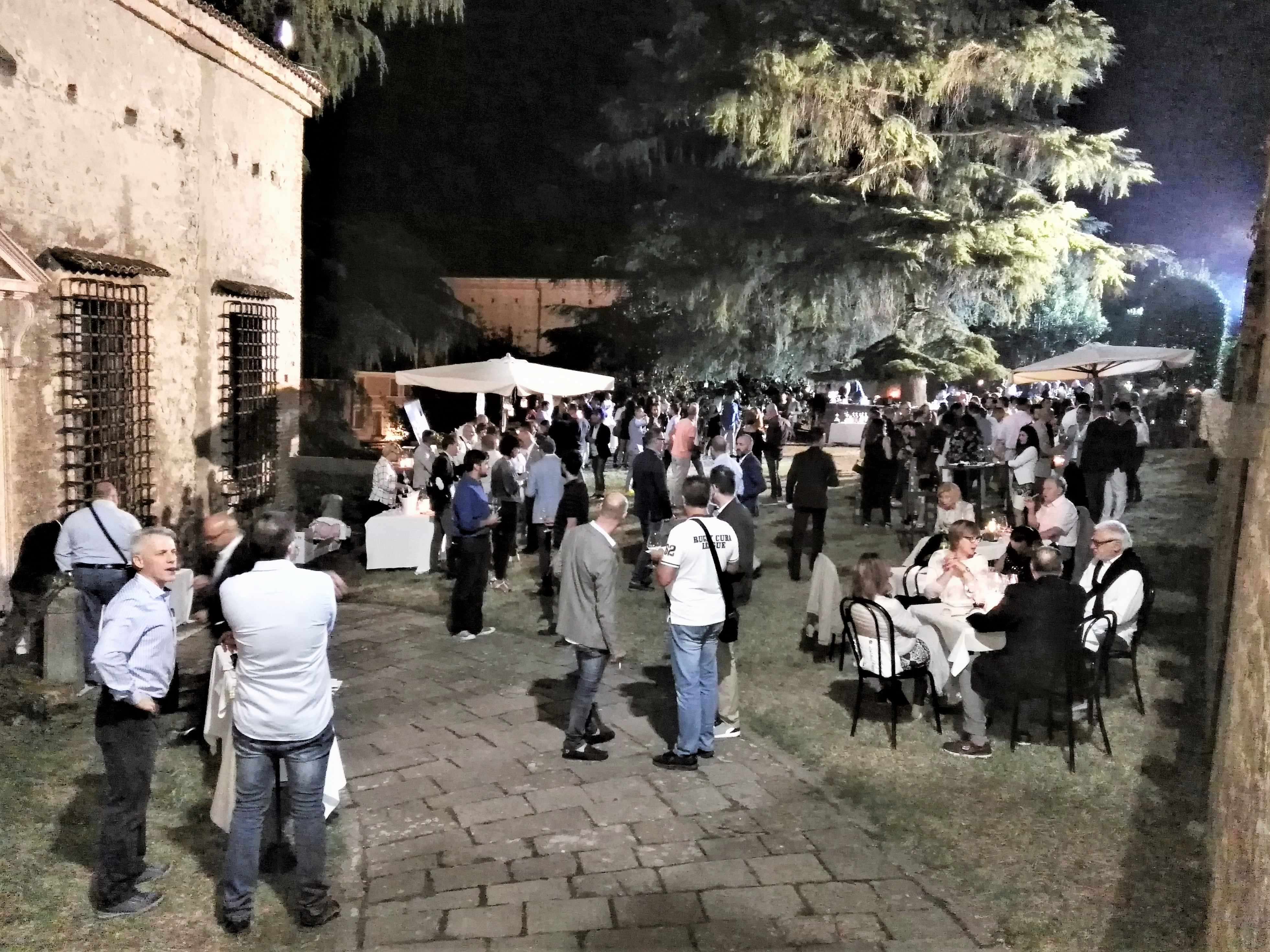
Festa al Castello di Monselice